# Против Верреса. Первая сессия
«Против Верреса. Первая сессия» (лат. In Verrem actio prima) — условное название, под которым были опубликованы несколько небольших речей римского оратора Марка Туллия Цицерона, произнесённых в августе 70 года до н. э. в суде над Гаем Верресом. Эти речи привели к тому, что подсудимый ушёл в изгнание, не дожидаясь приговора.
Городские общины Сицилии в начале 70 года до н. э. привлекли к суду бывшего наместника этой провинции Гая Верреса по обвинению в вымогательстве. Цицерон, в 75 году до н. э. занимавший должность квестора в сицилийском Лилибее, стал обвинителем. Он съездил на остров и собрал там весь необходимый материал. У Верреса были друзья в среде нобилитета, которые всячески откладывали рассмотрение дела; в итоге слушания начались только 5 августа 70 года до н. э., за 11 дней до начала игр. Целью Цицерона было закончить процесс за это время, так что он вместо одной большой речи произнёс несколько коротких. вызывая при этом свидетелей и зачитывая документы. Зрители были шокированы услышанным: вина Верреса в превышении власти, взяточничестве, хищениях, оскорблении религии выглядела как явно доказанная. В итоге подсудимый с 7 августа не приходил в суд под предлогом болезни, а позже уехал из Рима.
На девятый день процесса судьи констатировали, что Веррес ушёл в изгнание, то есть признал свою вину. В пользу истцов с него было взыскано 40 миллионов сестерциев. Цицерон позже опубликовал все свои речи, написанные для этого процесса, существенно их отредактировав. Произнесённые речи были объединены в одну.